# 과숙 분만
과숙 분만(過熟分娩, 영어: Postmature birth) 또는 과숙 임신(過熟姙娠, 영어: Postterm pregnancy)이란 임신 후 42주가 지나서 분만하거나, 임신 후 42주가 지나서도 임신 상태가 유지되는 것을 말한다.
과숙 분만을 종종 '지연 분만'이라고 부르는 경우도 있다. 그러나, 지연 분만(遲延分娩, prolonged labor)은 분만 개시 후 초산부(初産婦)의 경우에는 30시간, 분만 경험이 있는 경산부(經産婦)의 경우에는 15시간이 지나도 분만이 완료되지 않는 것을 말한다.

## 빈도
과숙 임신은 전체 임산부의 약 5~7%를 차지한다. 그런데, 스스로 마지막 생리일을 기준으로 42주를 초과해 임신 중이라고 알고 있는 산모의 70% 정도는 배란기의 변동 때문에 임상적으로 임신 42주 내의 정상 분만에 해당한다는 연구 보고도 있다.
이러한 과숙 임신의 요인은 산모의 인종(예. 대한민국 5%, 네덜란드 7%), 산과력, 이전 과숙 임신 경력, 경제적 위치, 나이 등과 같이 다양하다. 이전에 한 번의 과숙 임신 경험이 있는 산모가 다시 과숙 임신이 될 확률이 10~27%이고, 두 번의 과숙 임신 경험이 있는 산모의 경우는 다시 과숙 임신이 될 확률이 39%로 높아진다는 보고도 있다.

### 현황
대한민국 통계청 자료에 따르면, 대한민국에서 2013년 한 해 동안 태어난 신생아 중 임신 42주를 넘겨 과숙 분만으로 태어난 영아는 0.21%에 불과했다. 이는 과숙 임신의 가능성이 있을 경우, 대부분 41주 ~ 42주 사이에 유도 분만이 이루어지기 때문인 것으로 추정된다.
- 임신 43주 이상 : 0.02%
- 임신 42주 ~ 42주6일 : 0.19%
- 임신 41주 ~ 41주6일 : 5.54%

## 예후
일반적으로 42주를 초과해 임신을 지속할 경우에는 그렇지 않은 경우에 비해서 태아의 사망률이 높아진다. 사망률이 높아지는 원인으로는 임신성 고혈압, 아이 머리와 골반의 불균형으로 인한 난산(難産), 태아 기형 등이 있다.
또한, 임신 42주를 초과할 경우 분만 시 난산 및 태아가사(胎兒假死)로 인해 제왕절개의 빈도가 높아진다. 과숙 분만의 경우, 신생아 경련과 사망이 정상 분만보다 2배 이상 증가한다는 연구 보고도 있다.
그러나, 합병증이 없는 과숙 임신의 경우에는 임신 41주 ~ 42주 사이에 유도 분만을 하는 것보다 임신 43주까지 자연진통이 유발되도록 기다린 후 그때까지 진통이 없으면 임신 43주에 유도 분만을 하는 것이 더 타당하다는 연구 보고도 있다.

## 처치 및 치료
임신 41주부터는 태아 상태 감시를 시행하는 것이 타당하다.
1. 비수축검사(nonstress test)와 양수량 측정을 시행한다.
2. 다른 합병증이 없는 경우에는 임신 42주까지 경과를 관찰하고, 임신 42주 경에 분만을 시행하는 것이 타당하다.
3. 태아가사나 양수과소증이 있을 때는 즉시 분만을 시행한다.

## 같이 보기
- 분만
- 조산